# 貴州省
貴州省（きしゅうしょう、簡体字中国語: 贵州省、拼音:Gùizhōu Shěng、英語:Guizhou）は、中華人民共和国南西部に位置する省。省都は貴陽市。略称の黔（けん）は黒を意味する。

## 地理
中国の西南地区に位置し、北に四川省と重慶市、東に湖南省、南に広西チワン族自治区、西に雲南省と接する。

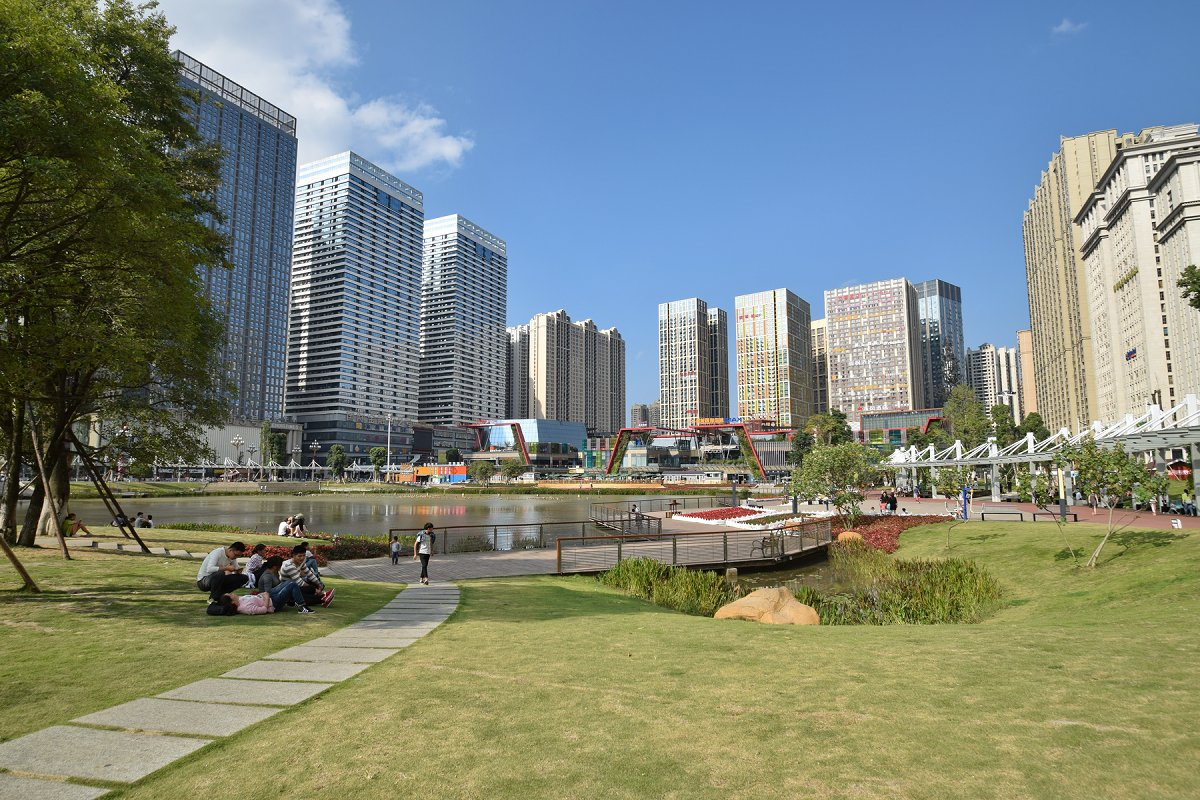
貴陽市

省域は、雲貴高原と呼ばれる、雲南省から湖北省に向かって低くなる平均標高 1,000 メートル程度の起伏に富んだ高原になっている。北側は四川盆地に高度を下げ、烏江が流れ出して重慶の涪陵で長江に注いでいる。南側は雲南省から流れる紅水河（珠江上流の呼び名）の上流域となっており、貴陽、安順などのある省中央部は、2つの河川の分水嶺になっている。安順市の黄果樹瀑布は、紅水河の支流にあるアジア最大の瀑布である。
省の80パーセント以上が石灰岩に覆われており、中国有数のカルスト地帯となっている。南部を中心に峰林、峰叢地形と呼ばれる凸型カルストが顕著に見られ、その典型である茘波は、2007年に中国南方カルストの一つとして世界遺産に登録されている。平地は大型カルスト盆地に見られるが、広いものは見られないことから、「地に三里の平地無し」と言われている。
烏江をはじめとする主要河川は、高原面を深く切り込んで峡谷作っている。南部では、多くの河川は地下にもぐりこみ、数十キロメートルに及ぶ地下河川になっているところも多い。
鍾乳洞も大規模なものが発達しており、綏陽県にある双河洞は、総延長距離が 100 キロメートルを超え、アジア第2位の長さを誇っている。このほかにも、織金県の織金洞、安順市の竜宮などの鍾乳洞が観光開発されている。

### 気候
全体が亜熱帯高原であるため、極端な暑さや寒さは無い。年間平均気温は摂氏 14 度から摂氏 16 度であり、1月の平均気温摂氏 5 度前後、8月の平均気温摂氏 25 度前後である。年間降水量は 1,000 ミリメートルから 1,400 ミリメートルで、主として夏季に雨が多く降る。広西方面からの湿った空気が高原にぶつかるため、晴天の日は少なく、雨が降っていなくても曇り空であることが多い。この様子は「天に三日の晴れ無し」と言われている。

## 民族

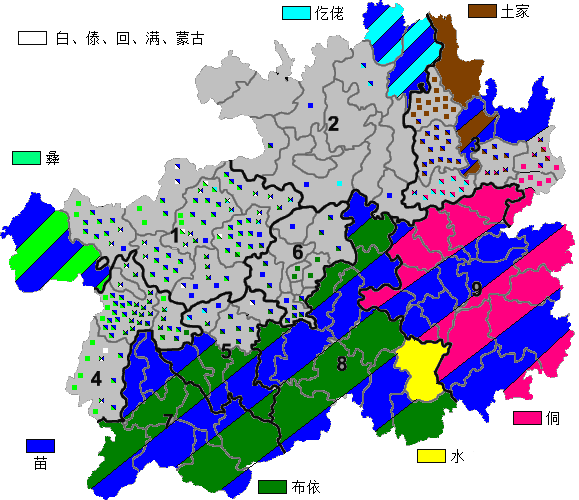
回族以外の少数民族の分布

2002年末の総人口は 3,837 万人で、少数民族が 37.9 パーセントを占める。最大の少数民族はミャオ族で、プイ族、トン族、トゥチャ族、スイ族などがこれに続く。全国でも少数民族が比較的多い地区である。省面積の 55.5 パーセントが少数民族自治区域となっている。近年これらの民俗が観光資源化されており、カルスト地形と共に開発が進められている。

## 歴史
古代の夜郎国の地である。戦国時代には楚が勢力を延ばし、黔中郡や且蘭郡を設置し、後に秦の黔中郡となった。ミャオ族など少数民族が多く、中国王朝の支配下に入っても土着封建領主を通じて間接支配する地域が多かった。唐は黔中道を置き、明になって貴州布政使司となり、清代に貴州省が成立した。省内第二の都市である遵義市は、中国共産党の長征の途上で、毛沢東が主導権を握った遵義会議の故地である。
2008年に甕安県にて女子中学生強姦殺人事件が発生し、逮捕された容疑者2名のうち1名が警察幹部の息子であった事から警察が隠蔽を図り、容疑者2名は翌日に釈放され、被害者の死因は自殺と発表した。その情報がネット上で広まった事で2008年6月28日に大暴動が発生した。

## 行政区画
6地級市、3自治州が設置されている。
| No.              | 名称                       | 中国語表記             | 拼音                                | 面積 (Km2) | 人口 (2020年) | 政府所在地 |
| ---------------- | -------------------------- | ---------------------- | ----------------------------------- | ---------- | ------------- | ---------- |
| #                | 貴州省                     | 贵州省                 | Gùizhōu Shěng                       | 176,167.00 | 38,562,148    | 貴陽市     |
| 貴州省の行政区画 |                            |                        |                                     |            |               |            |
|                  |                            |                        |                                     |            |               |            |
| — 地級市 —       |                            |                        |                                     |            |               |            |
| 1                | 畢節市                     | 毕节市                 | Bìjié Shì                           | 26,844.45  | 6,899,636     | 七星関区   |
| 2                | 遵義市                     | 遵义市                 | Zūnyì Shì                           | 30,780.73  | 6,606,675     | 匯川区     |
| 3                | 銅仁市                     | 铜仁市                 | Tóngrén Shì                         | 18,006.41  | 3,298,468     | 碧江区     |
| 4                | 六盤水市                   | 六盘水市               | Liùpánshuǐ Shì                      | 9,965.37   | 3,031,602     | 鐘山区     |
| 5                | 安順市                     | 安顺市                 | Ānshùn Shì                          | 9,253.06   | 2,470,630     | 西秀区     |
| 6                | 貴陽市                     | 贵阳市                 | Guìyáng Shì                         | 9,253.06   | 5,987,018     | 観山湖区   |
| — 自治州 —       |                            |                        |                                     |            |               |            |
| 7                | 黔西南プイ族ミャオ族自治州 | 黔西南布依族苗族自治州 | Qiánxīnán Bùyīzú Miáozú Zìzhìzhōu   | 16,785.93  | 3,015,112     | 興義市     |
| 8                | 黔南プイ族ミャオ族自治州   | 黔南布依族苗族自治州   | Qiánnán Bùyīzú Miáozú Zìzhìzhōu     | 26,191.78  | 3,494,385     | 都勻市     |
| 9                | 黔東南ミャオ族トン族自治州 | 黔东南苗族侗族自治州   | Qiándōngnán Miáozú Dòngzú Zìzhìzhōu | 30,278.06  | 3,758,622     | 凱里市     |

## 教育

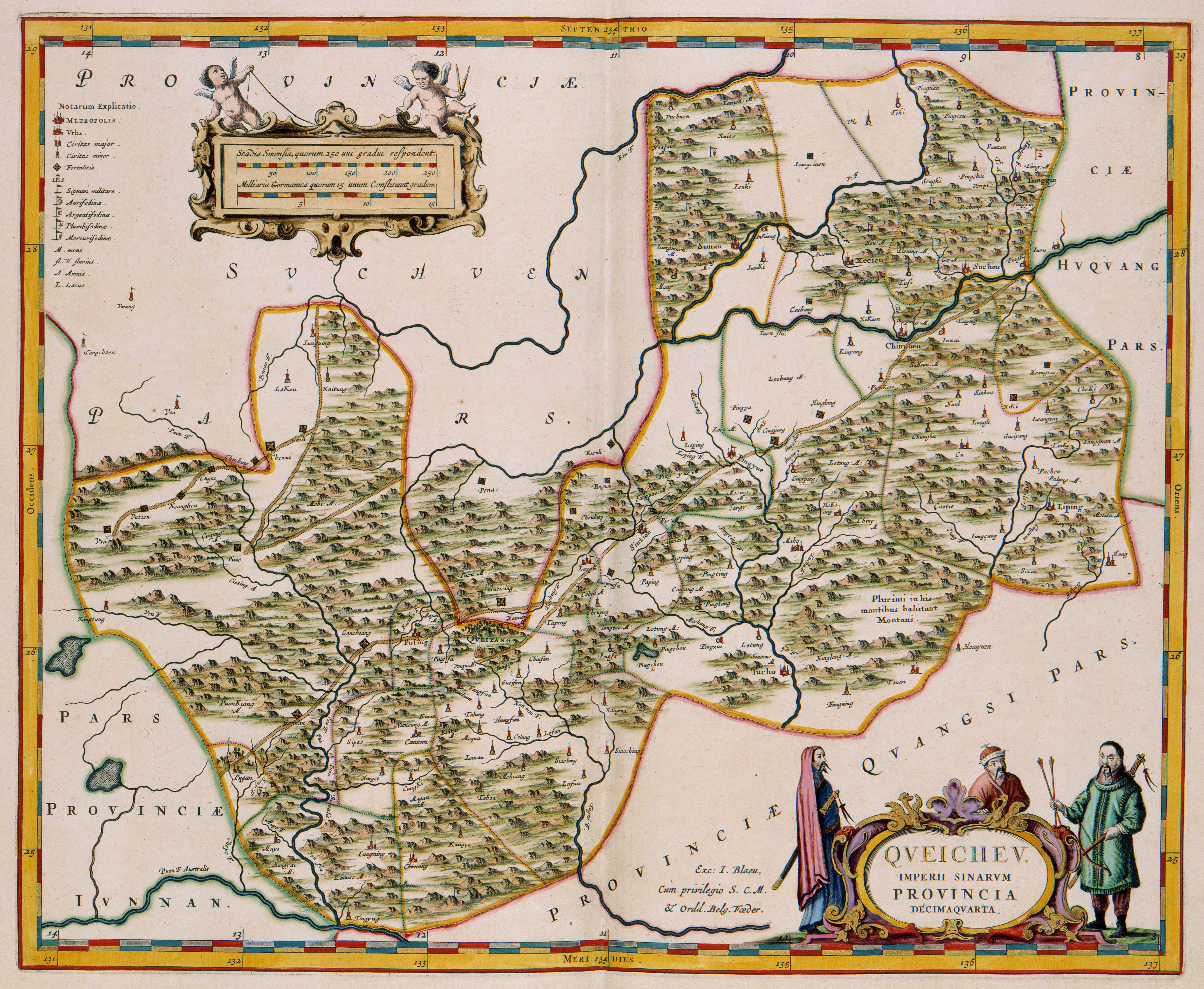
貴州省（1655年）

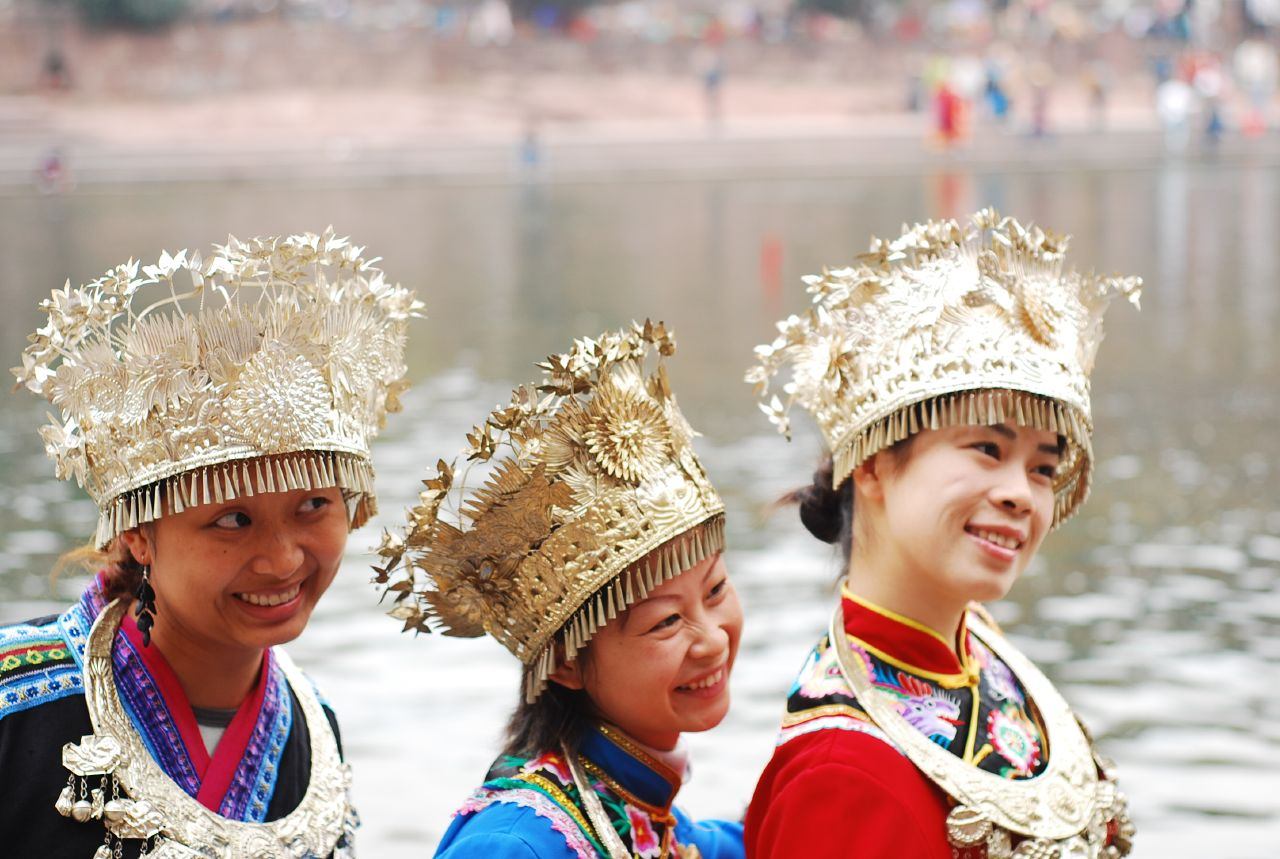
貴州省のミャオ族

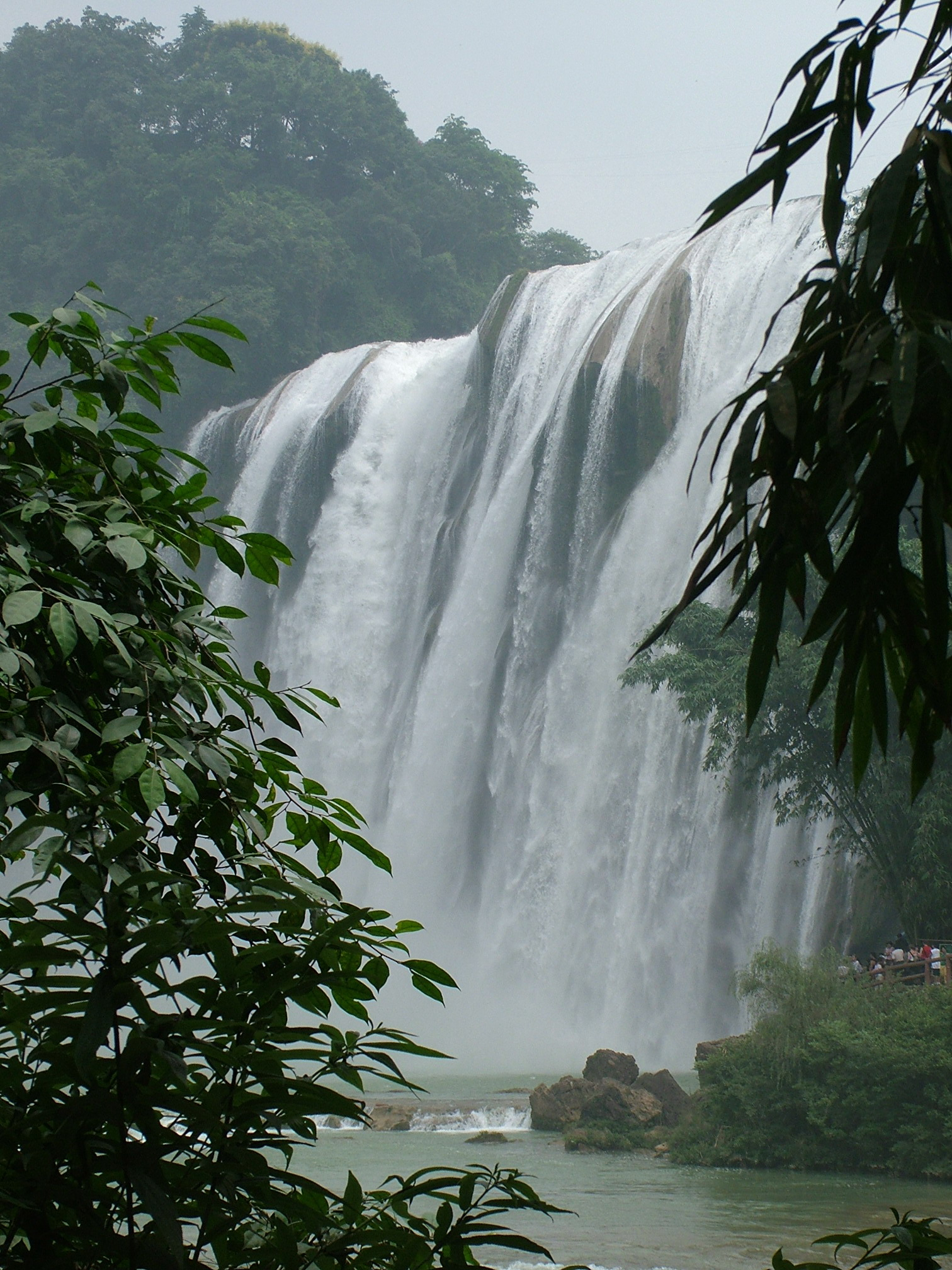
黄果樹の滝

- 貴州大学
- 貴州民族学院
- 黔南民族師範学院

## 経済
経済的には恵まれず、「人に三両の銀無し」と言われてきた。現在でも貧しい省だが、省内には水力発電資源や石炭、ボーキサイトなどの鉱物資源が豊富に存在し、中国南部の重要なエネルギー基地となる可能性を秘めている。
2002年の全省国内生産総額は対前年比 8.7 パーセント増の 118 億人民元であり、2000年から始まった西部大開発によって道路や空港の建設、「西電東送」と呼ばれる広東省に電力を供給する送電線の建設工事などが加速している。
2010年代からはビッグデータ産業を推進しており、同省の高い経済成長率に寄与している。

### 特産
- 茅台酒
- ろうけつ染め
- 威寧火腿: 中国ハムの一種
- 都勻毛尖茶: 緑茶の一種
- タバコ
- リン酸塩類

## 歴代指導者

### 歴代省委書記
- 蘇振華
- 周林
- 李大章
- 賈啓允
- 藍亦農
- 魯瑞林
- 馬力
- 池必卿
- 朱厚沢
- 胡錦濤
- 劉正威
- 劉方仁
- 銭運録（2001年1月 - 2005年12月）
- 石宗源(zh)（2005年12月 - 2010年8月）
- 栗戦書（2010年8月 - 2012年7月）
- 趙克志（2012年7月 - 2015年7月）
- 陳敏爾（2015年7月 - 2017年7月）
- 孫志剛（2017年7月 - 2020年11月）
- 諶貽琴（2020年11月 - ）

### 歴代省長
- 楊勇
- 周林
- 李立
- 李再含
- 藍亦農
- 魯瑞林
- 馬力
- 蘇鋼
- 王朝文
- 陳士能
- 呉亦侠
- 銭運録（1998年12月 - 2001年1月）
- 石秀詩（2001年1月 - 2006年7月）
- 林樹森(zh)（2006年7月 - 2007年1月、代理）
- 林樹森（2007年1月 - 2010年8月）
- 趙克志（2010年8月 - 2010年9月、代理）
- 趙克志（2010年9月 - 2012年12月）
- 陳敏爾（2012年12月 - 2013年1月、代理）
- 陳敏爾（2013年12月 - 2015年10月）
- 孫志剛（2015年10月 - 2016年1月、代理）
- 孫志剛（2016年1月 - 2017年9月）
- 諶貽琴（2017年9月 - 2020年11月）
- 李炳軍（2020年11月 - 2021年1月、代理）
- 李炳軍（2021年1月 - ）

## 交通

### 航空
省都貴陽市の貴陽龍洞堡国際空港が地域の拠点空港として機能しており、多くの国内、国外路線を就航させている。また全ての地級市、少数民族自治州に空港が設置されている。

### 鉄道
滬昆線、川黔線、黔桂線といった従来の鉄道路線に加え、2014年末の貴広旅客専用線開業を皮切りに高速鉄道網が整備された。上海と昆明とを結ぶ滬昆旅客専用線が省内を横断している他、重慶市とを結ぶ渝貴線、成都市とを結ぶ成貴旅客専用線、南寧市とを結ぶ貴南旅客専用線が運行されている。
2017年末には貴州省で初の地下鉄となる貴陽軌道交通が開業した。

2025年1月現在では、4路線が開通している。

### 道路
主な高速道路として、南北縦貫線を構成する蘭海高速道路、銀百高速道路、東西横断線を構成する杭瑞高速道路、滬昆高速道路、厦蓉高速道路、汕昆高速道路が省内を通過している。

## 観光
- 黄果樹瀑布 (鎮寧プイ族ミャオ族自治県)
- 鎮遠県
- 西江千戸苗寨 (黔東南ミャオ族トン族自治州)

西江、雷山県のミャオ族集落

岜扒侗寨、従江県のトン族集落

鎮遠県のパノラマ